# Seznam ministrů školství Československa
Seznam československých ministrů školství v letech 1918–1992.
První republika (1918–1938)
| Pořadí | ministr            | fotografie | strana              | funkční období                     |
| ------ | ------------------ | ---------- | ------------------- | ---------------------------------- |
| 1.     | Gustav Habrman     |            | ČSDSD               | 14. listopadu 1918 – 15. září 1920 |
| 2.     | Josef Šusta        |            | politicky nezávislý | 15. září 1920 – 26. září 1921      |
| 3.     | Vavro Šrobár       |            | RSZML               | 26. září 1921 – 7. října 1922      |
| 4.     | Rudolf Bechyně     |            | ČSDSD               | 7. října 1922 – 3. října 1924      |
| 5.     | Ivan Markovič      |            | ČSDSD               | 3. října 1924 – 9. prosince 1925   |
| 6.     | Otakar Srdínko     |            | RSZML               | 9. prosince 1925 – 18. března 1926 |
| 7.     | Jan Krčmář         |            | politicky nezávislý | 18. března – 12. října 1926        |
| 8.     | Milan Hodža        |            | RSZML               | 12. října 1926 – 20. února 1929    |
| 9.     | Anton Štefánek     |            | RSZML               | 20. února – 7. prosince 1929       |
| 10.    | Ivan Dérer         |            | ČSDSD               | 7. prosince 1929 – 14. února 1934  |
| 11.    | Jan Krčmář         |            | politicky nezávislý | 14. února 1934 – 23. ledna 1936    |
| 12.    | Emil Franke        |            | ČSNS                | 23. ledna 1936 – 22. září 1938     |
| 13.    | Engelbert Šubert   |            |                     | 22. září – 4. října 1938           |
| 14.    | Stanislav Bukovský |            | politicky nezávislý | 4. října 1938 –                    |

Druhá republika (1938–1939)
| Pořadí | ministr            | fotografie | strana              | funkční období     |
| ------ | ------------------ | ---------- | ------------------- | ------------------ |
|        | Stanislav Bukovský |            | politicky nezávislý | – 1. prosince 1938 |
| 15.    | Jan Kapras         |            | SNJ                 | 1. prosince 1938 – |

Protektorát Čechy a Morava (1939–1945)
| Pořadí | ministr         | fotografie | strana | funkční období                  |
| ------ | --------------- | ---------- | ------ | ------------------------------- |
| 1.     | Jan Kapras      |            | NS     | – 19. ledna 1942                |
| 2.     | Emanuel Moravec |            | NS     | 19. ledna 1942 – 5. května 1945 |

Exilová vláda (1940–1945)
| Pořadí | ministr      | fotografie | strana | funkční období                     |
| ------ | ------------ | ---------- | ------ | ---------------------------------- |
| 1.     | Juraj Slávik |            | RSZML  | 12. listopadu 1942 – 5. dubna 1945 |

Třetí republika (1945–1948)
| Pořadí | ministr           | fotografie | strana | funkční období                    |
| ------ | ----------------- | ---------- | ------ | --------------------------------- |
| 16.    | Zdeněk Nejedlý    |            | KSČ    | 5. dubna 1945 – 2. července 1946  |
| 17.    | Jaroslav Stránský |            | ČSNS   | 2. července 1946 – 25. února 1948 |

Komunistický režim (1948–1968)
| Pořadí | ministr          | fotografie | strana | funkční období                     |
| ------ | ---------------- | ---------- | ------ | ---------------------------------- |
| 18.    | Zdeněk Nejedlý   |            | KSČ    | 25. února 1948 – 31. ledna 1953    |
| 19.    | Ernest Sýkora    |            | KSČ    | 31. ledna – 14. září 1953          |
| 20.    | Ladislav Štoll   |            | KSČ    | 14. září 1953 – 12. prosince 1954  |
| 21.    | František Kahuda |            | KSČ    | 12. prosince 1954 – 20. září 1963  |
| 22.    | Čestmír Císař    |            | KSČ    | 20. září 1963 – 10. listopadu 1965 |
| 23.    | Jiří Hájek       |            | KSČ    | 10. listopadu 1965 – 8. dubna 1968 |
| 24.    | Vladimír Kadlec  |            | KSČ    | 8. dubna – 31. prosince 1968       |